# Никола Медведев
Никола Медведев (Смедерево, 25. фебруар 1929  — 11. април 2006), био је српски слависта, преводилац и професор. Његова библиотека налази се у Удружењу за културу, уметност и међународну сарадњу „Адлигат”.

## Биографија
Дипломирао је славистику и завршио постдипломске студије на Филолошком факултету Универзитета у Београду.
Предавао је у Првој и Другој гимназији, Медицинској школи, Вишој педагошкој школи, Вишој техничкој школи као и на Техничком факултету „Михајло Пупин”. Осамдесетих је био продекан за наставу на факултету „Михајло Пупин”.
Учествовао је у оснивању часописа „Улазница” градске народне библиотеке „Жарко Зрењанин”. Био је члан редакције у периоду 1966-1967 и поново 1973-1974 када се часопис нашао у кризи.
Обављао је функцију управника и уметничког директора Народног позоришта „Тоша Јовановић”.
Медведев се активно бавио позоришном и књижевном критиком, превођењем, научним радом и проблемима у преводилаштву и граматици руске и југословенске књижевности.
По његовим текстовима или преводима је играно десетак драма и луткарских представа.
Учествовао је у оснивању клуба „Машинац”. Обављао је функцију председника Кошаркашког савеза Војводине.
Библиотека Николе Медведева налази се у Адлигату.

## Одабрана дела
Књиге
- Руски језик, 1978.[3]
- Пансион: три фантазије, 2014.[4]

Чланци
- Писац и редитељ у раскораку, 1963.[5]
- Граматичка структура - основ за изучавање страног језика, 1966.[6]
- Наш театар данас и сутра, 1971.[7]
- Незнабошци Богдана Шеклера, 1973.[8]
- Островски и лирска драма, 1973.[9]
- Три приказа: два језика исте песме, 1975.[10]
- Песме атмосфере, 1975.[11]
- Три приказа, сигуран успон, 1975.[12]
- Три приказа, Ја ако имам право, 1975.[13]
- Лична имена ”Српског рјечника”, 1990.[14]
- Великима ни заблуде не праштамо, 1999.[15]